# فلیپه (بازیکن فوتبال)
فلیپه آگوستو د آلمیدا مونتیرو (انگلیسی: Felipe Augusto de Almeida Monteiro؛ به اختصار فلیپه زادهٔ ۱۶ مهٔ ۱۹۸۹) بازیکن فوتبال اهل برزیل است که برای باشگاه ناتینگهام فارست بازی می‌کند.

وی همچنین در تیم ملی فوتبال برزیل بازی کرده‌است.